# Чигиринский сельсовет
Чиги́ринский сельсове́т — упраздненное муниципальное образование со статусом сельского поселения в составе Благовещенского района Амурской области. 
Административный центр — село Чигири.

## История
21 сентября 2005 года в соответствии с Законом Амурской области № 51-ОЗ муниципальное образование наделено статусом сельского поселения.
26 мая 2022 года Законом Амурской области № 105-ОЗ Чигиринский сельсовет, как муниципалитет, прекратил свое существование в связи с преобразованием сельских поселений Благовещенского района Амурской области во вновь образованное муниципальное образование Благовещенский муниципальный округ Амурской области. 

## Население
| 2002    | 2010    | 2011    | 2012    | 2013    | 2014    | 2015  |
| ------- | ------- | ------- | ------- | ------- | ------- | ----- |
| 4080    | ↗5865   | ↗5886   | ↗6289   | ↗6885   | ↗7584   | ↗8950 |
| 2016    | 2017    | 2018    | 2019    | 2020    | 2021    |       |
| ↗10 053 | ↗11 109 | ↗11 960 | ↗12 861 | ↗13 675 | ↗20 180 |       |

## Состав сельского поселения
| № | Населённый пункт     | Тип населённого пункта       | Население |
| - | -------------------- | ---------------------------- | --------- |
| 1 | Вадимово             | село                         | ↘2        |
| 2 | Верхнеблаговещенское | село                         | →703      |
| 3 | Игнатьево            | село                         | ↗1011     |
| 4 | Чигири               | село, административный центр | ↗18 538   |